# Морська гірчиця звичайна
Морська гірчиця звичайна (Cakile maritima) — вид рослин родини капустяні (Brassicaceae). лат. maritima — «біля моря».

## Біоморфологічна характеристика
Однорічна трав'яниста рослина. Стовбур 7–40 см, розгалужений від основи, прямий. Листя блискуче голе товсте зелене, 1–8 × 0,2–5 см, виїмчасте або лопатеве. 4–10 × 1.5–4 мм пелюстки білі або бузкові. В основному комахи допомагають у запиленні. Плоди: стручок 7–25 × 2–6 (9) мм. Насіння 2.3–4.7 × 1–2.5 мм, коричневе. 2n = 18.

## Поширення, біологія
Країни поширення: Алжир; Єгипет; Лівія; Марокко; Туніс; Іран; Ізраїль [зх.]; Сирія; Туреччина; Грузія; Російська Федерація — Передкавказзя, європейська частина; Данія; Фінляндія; Ісландія; Норвегія; Об'єднане Королівство; Бельгія; Німеччина; Нідерланди; Польща; Естонія; Україна [вкл. Крим]; Албанія; Болгарія; Хорватія; Греція; Італія; Чорногорія; Румунія; Сербія; Словенія; Франція; Португалія [вкл. Мадейра]; Гібралтар; Іспанія [вкл. Канарські острови]. Вид був введений на західних і східних берегах Північної Америки, де має потенціал стати шкідливим бур'яном.
Живе на вітряних пляжних рівнинах. Плоди плавають і можуть поширюватися водою.

## Галерея

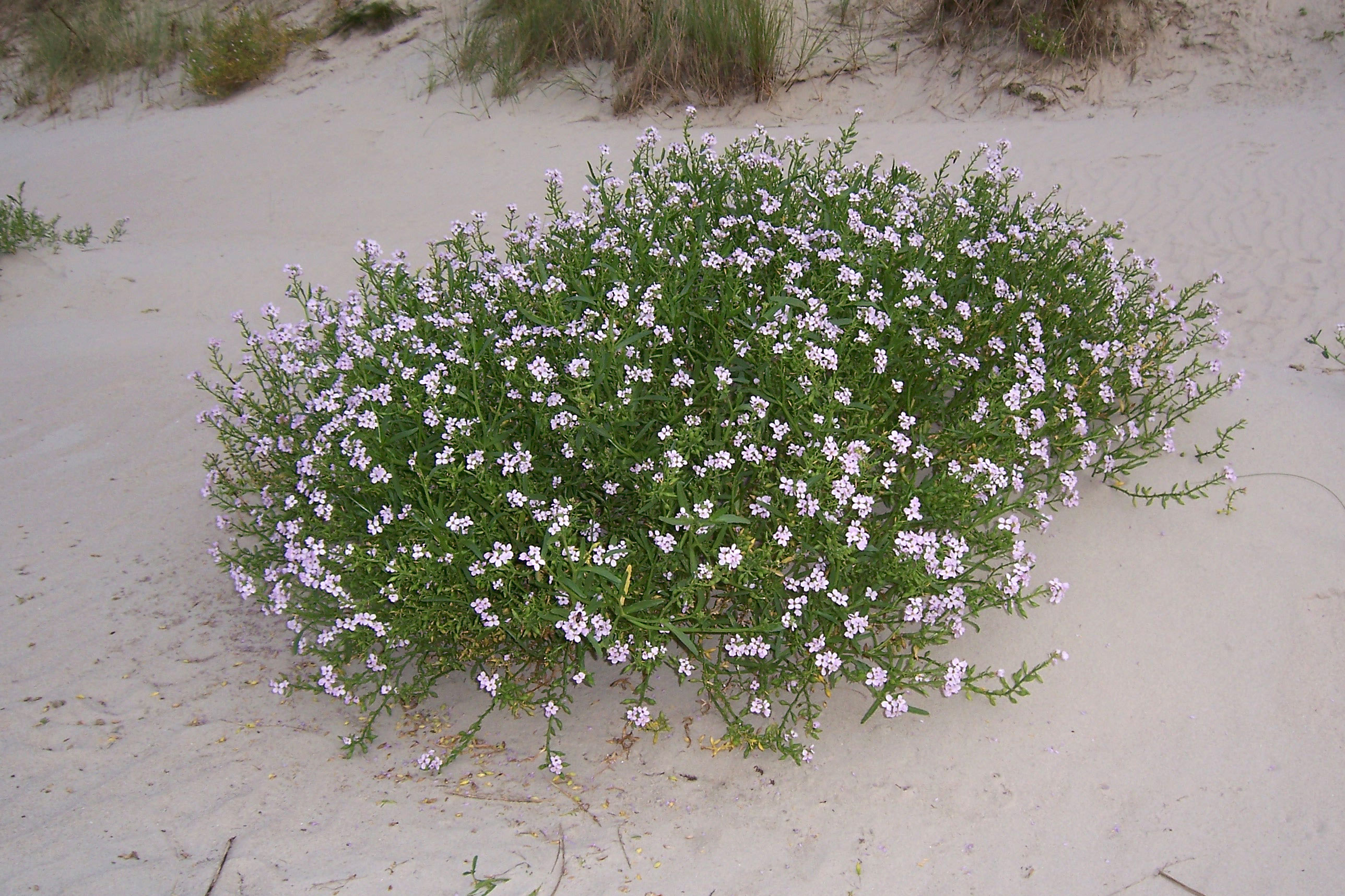
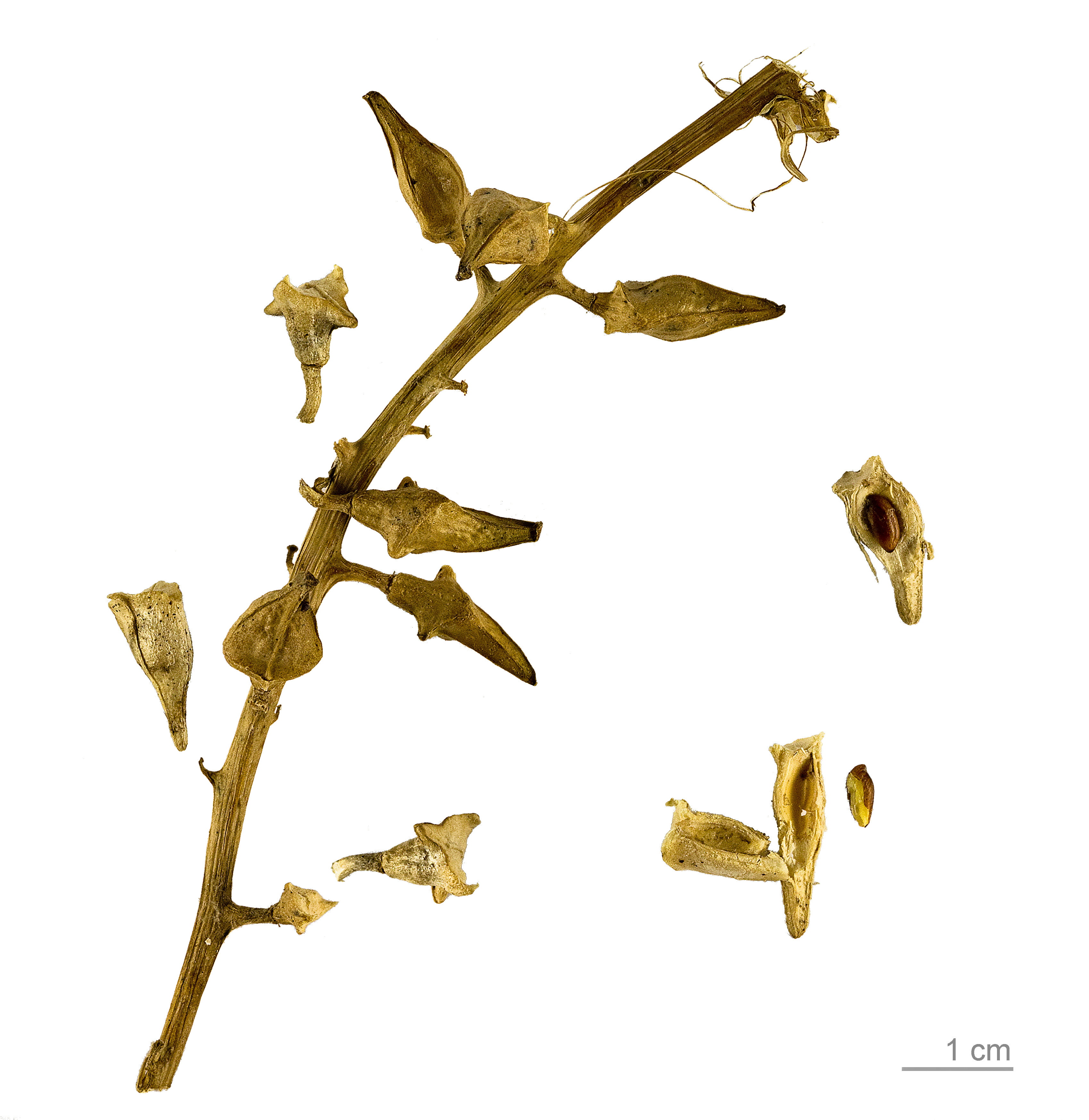
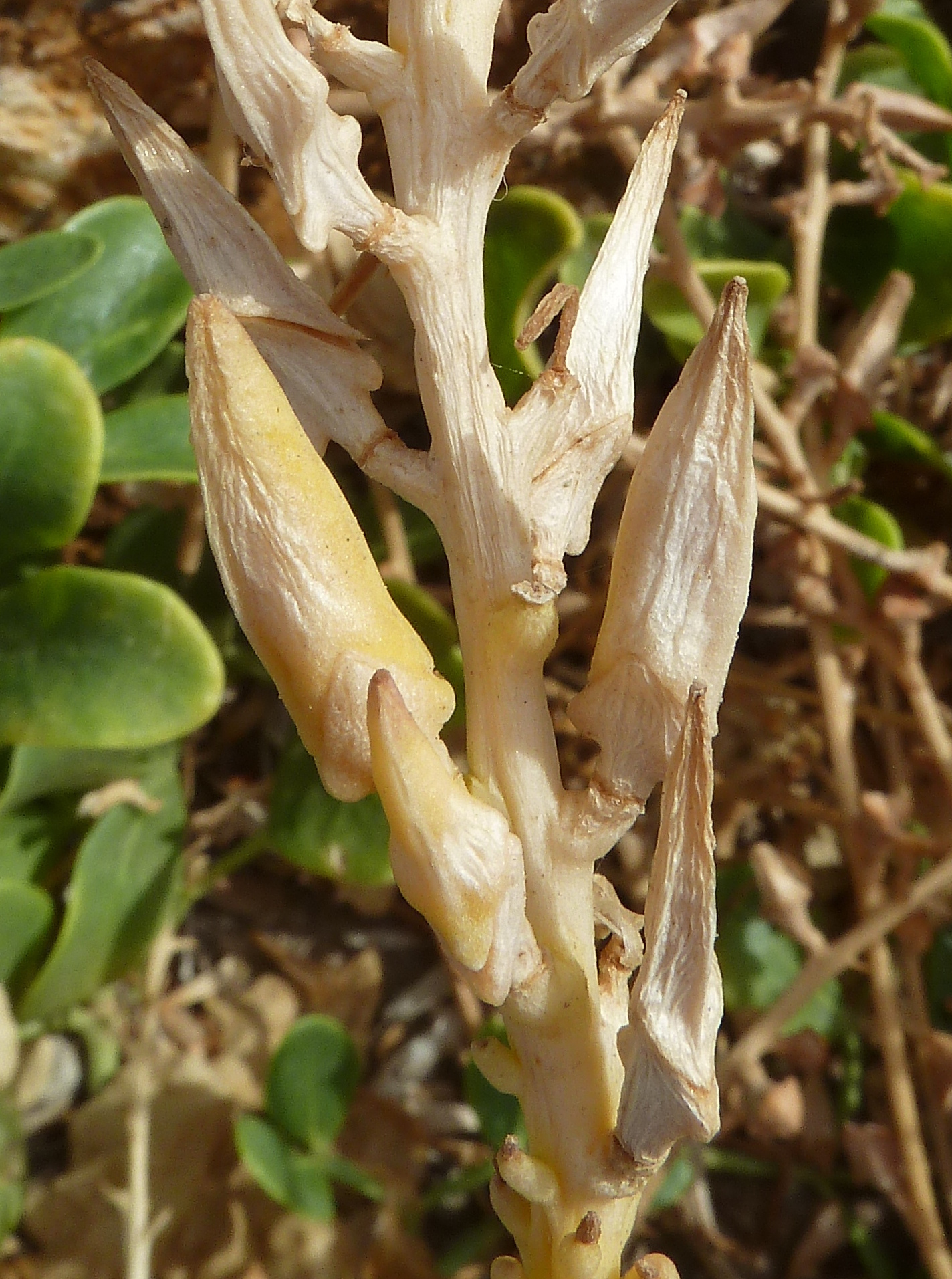
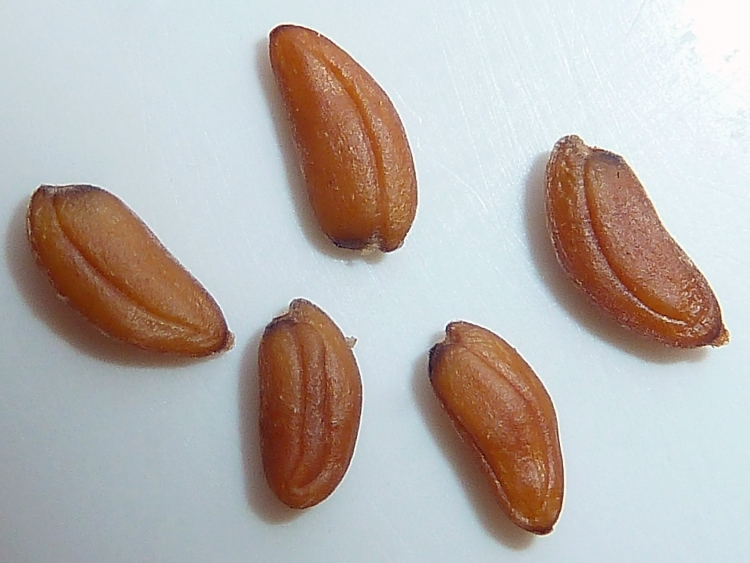
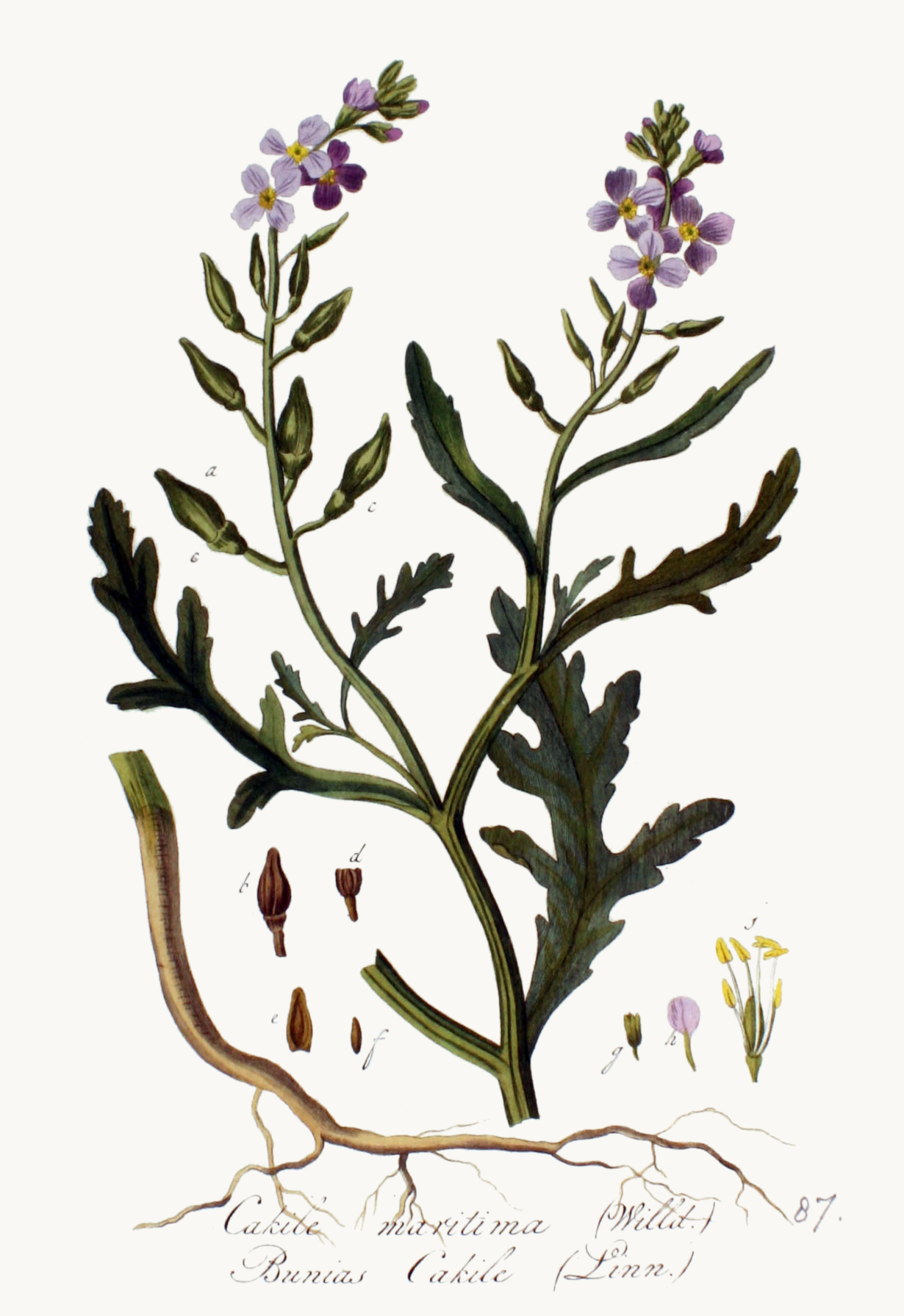